# Бхадраварман I
Шрі Бхадраварман I (д/н — 413) — 6-й дхармамагараджа Ліньї в 380—413 роках. Його ім'я з санскриту перекладається як «Благословенний обладунок» (також означає квітка жасміна самбука). В китайських джерелах також відомий як Ху Туа або Фаньхуда, у в'єтнамських — Фам Хо Дат.

## Життєпис
Походив з Другої династії. Син або онук правителя Фам Фата. Посів трон 380 року, прийнявши титул дхармамагараджа. Він перший відомий чампський правитель, до імені якого додано суфікс варман (з урахуванням того, що власні імена попередників невідомі).
Відомий за своїми написами санскритом з Мішона (храмовий комплекс А1) і з Тедінь, що зберігся в сучасних провінціях Куангнам і Фуєн відповідно. Припускають, що Бхадраварману I належать написи санскритом, виявлені в Хонкуку і Тиемшоне у провінції Куангнам, і текст давньочамською мовою, що зберігся в Донг Єн Т'яу. Крім того, відомості про Бхадраварман міститься в пізніших написах, знайдених в Мішоні.
Припускають, що цей володар був відомим ученим, добре обізнаним у всіх чотирьох Ведах. За його панування було засновано культ ішвари Бхадрешвари, що зберігся за наступних магарадж. На початку правління переніс столицю до Сімхапури, де побудував храми і палаци, звернені на північ. Запросив до своєї держави брагманів, яким надав численні пільги. Для полівшення судноплавства і морської торгівлі узвдовж узбережжя наказав збудувати вежі.
399 року скористався боротьбою за владу в Схдній Цзінь відновив війну за командирства Жінань і Цзючжень. З 405 року щорічно ходив походами проти цзінського губернатора Ду Ту. 413 року зазнав ніщивної поразки в Жінані й загинув разом з 2 старшими синами. Владу перебрав молодший син Гангараджаварман I.